# María Fuentealba
María Fuentealba Oliveros (Concepción, 1914-Santiago, 1963) fue una escultora chilena.

## Biografía
Nació en la ciudad de Concepción y estudió escultura en la Facultad de Artes Plásticas de la Universidad de Chile. Allí fue alumna de Lorenzo Domínguez Villar, Totila Albert y Julio Antonio Vázquez. Estudió además pintura, siendo alumna de Laureano Guevara. Formó parte de la denominada generación del 40.
Inició su carrera docente en 1946, siendo nombrada profesora auxiliar de escultura en la Escuela de Bellas Artes. En 1957 fue nombrada profesora de escultura en la Escuela de Artes Aplicadas.
Aunque su escultura estaba basada en el arte figurativo, aplicó además elementos vanguardistas, lo que generó resultados menos imitativos de lo real. Fuentealba se especializó en el retrato femenino, realizando generalmente figuras desnudas. Trabajó con diversos materiales, como greda, mármol, granito, ónix, cristal de roca y lapislázuli.

## Premios
- 1956 - Primera Medalla y Premio Universidad de Chile, Salón Oficial, Santiago.
- 1955 - Medalla de Plata en Escultura, Salón de Pintores y Escultores Chilenos, Casa de la Cultura de Ñuñoa.
- 1954 - Primera Medalla, Salón Oficial, Santiago.
- 1951 - Primera Medalla, Salón Oficial, Santiago.
- 1948 - Primer Premio en el Salón Oficial con obra "Oriental", Santiago.
- 1946 - Tercera Medalla, Salón Oficial, Santiago.
- 1939 - Mención Honrosa en Escultura, Salón Oficial, Santiago.